# Mare de Déu de la Serra (Farrera)
La Mare de Déu de la Serra és una ermita romànica del poble de Farrera (Pallars Sobirà), en el terme municipal del mateix nom, a la comarca del Pallars Sobirà. Està situada a 600 metres al nord-oest del poble de Farrera. És una obra de Farrera protegida com a Bé Cultural d'Interès Local, fou restaurada el 2017.

## Descripció
Sta. Maria de la Serra està situada en un contrafort al centre de la Coma de Burg, entre dos barrancs, a ponent del poble de Farrera, des d'on surt el camí que porta als camps i al cap d'uns 500 metres de recorregut hom arriba a l'església.
És una església d'una sola nau, coronada per un absis semicircular, que ha perdut les seves cobertes originals, tant a la nau com a l'absis, i han estat substituïdes per una interessant estructura d'embigat. Aquesta estructura és formada per unes encavallades que suporten una biga horitzontal, carenera, la qual aguanta les bigues que constitueixen una coberta de doble vessant, amb carener horitzontal, que abasta el cos de la nau i l'absis, per tant l'església ha estat sobrealçada, fet que li dona un perfil ben característic.
L'absis s'obre a la nau mitjançant un arc presbiteral i es conserva l'arrencada de les voltes que cobrien aquest espai. Al centre de l'absis hi ha un gran esvoranc vertical que ocupa tota l'alçada del mur.
La porta, actualment oberta, és situada a la façana sud, i és resolta en arc de mig punt, amb el parament exterior arrebossat. A la façana oest hi ha una altra porta, actualment paredada, i amb la meitat nord molt degradada, acabada en arc de mig punt.
A l'absis es conserva una finestra de doble esqueixada, orientada al sud, amb l'obertura exterior formada per una llinda de pedra tosca retallada. A la façana sud de la nau hi ha tres finestres més de doble esqueixada: una oberta en arc de mig punt, a mitjana alçada, i les altres dues de llinda, situades just sota l'embigat.
Les façanes tenen com a decoració una motllura aixamfranada que forma el ràfec de l'absis.
En tot l'edifici l'aparell és de carreu petit de pedra llosenca, disposat molt ordenadament, amb evidències de reformes especialment en la seva meitat sud i cos absidial, on les juntes són molt obertes, mentre que en el mur nord es conserven els rejuntats originals, amb juntes molt grasses, amb incisions que imiten un carreuat molt rústec. Les peces singulars com els arcs de les portes i finestres i el ràfec absidial són fetes amb pedra tosca, de la qual es veuen alguns carreus inclosos en els paraments del costat sud de l'edifici. Tot l'interior és emblanquinat. En la part baixa del mur nord hi ha traces d'un mur fet amb un aparell més rústec, que pot correspondre a una primer fase constructiva. La porta oest es troba enlairada respecte el nivell actual del terreny, on sembla que hi devia haver altres estructures coetànies de l'església.
Es tracta d'una obra de concepció molt ambiciosa construïda probablement dins el segle xi, però que degué presentar problemes estructurals i obligà a fer la reforma que és anterior al canvi de la coberta.

## Història
No disposem de notícies que permetin aclarir les vicissituds històriques d'un edifici construït amb unes certes ambicions de qualitat arquitectònica. La referència més antiga coneguda correspon a la relació d'esglésies parroquials del deganat de Cardós, visitades el 1314 pels delegats de l'arquebisbe de Tarragona. Resulta sorprenent que un edifici totalment aïllat i en una posició geogràfica molt especial que no permeti la formació de nuclis habitats al seu voltant, tingués al principi del segle xiv la condició parroquial, tot i que segurament aquesta condició la perdé a final del mateix segle.